# شهدخوار گلونخودی
شهدخوار گلونخودی (نام علمی: Chalcomitra adelberti) نام یک گونه از تیره شهدخواران است که در بنین، کامرون، ساحل عاج، غنا، گینه، گینه بیسائو، لیبریا، نیجریه، سیرالئون و توگو یافت می‌شود.